# Жангельдіно
Жанге́льдіно (каз. Жангелдин) — село у складі Кзилкогинського району Атирауської області Казахстану. Адміністративний центр та єдиний населений пункт Джангельдінського сільського округу.
У радянські часи село називалось Джангільдіно.
Населення — 1575 осіб (2021; 1583 у 2009, 1703 у 1999, 1826 у 1989).